# 航空機関士
航空機関士（こうくうきかんし）とは、航空機の運航に携わる職種の航空従事者である。フライトエンジニア（英語: Flight Engineer, FE）とも呼ばれる。

## 概説

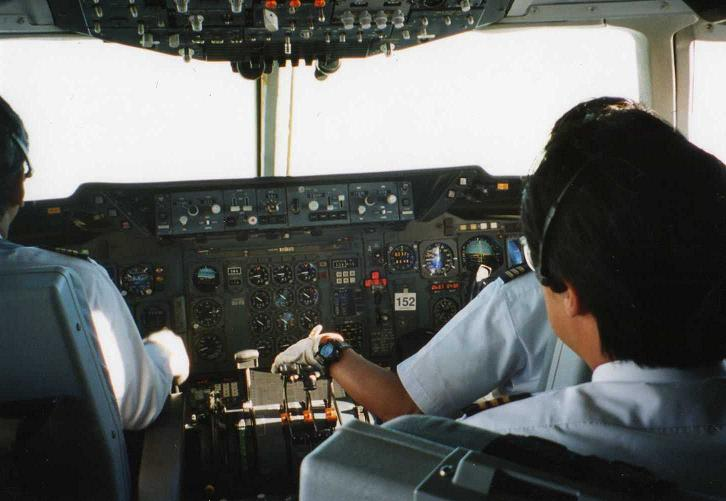
DC-10のコクピット、右手前に着席しているのが航空機関士

航空機の運航においては、多数の計器類を監視することが必要である。そのため、操縦室の電子化が進んでいなかったころは、機器類が多くなると機長と副操縦士だけではすべての機器を監視することが難しかった。また、エンジン等の機器の信頼性などもばらつきがあり、同じ機材に取り付けられたエンジンであっても1つごとに回転数が異なることも珍しくなかった。そこで、主にエンジン計器やその他重要なシステムを操作・監視する要員として設定された職種が航空機関士である。見習いの操縦士が航空機関士として経験を積んでから正規の操縦士に昇格することも多かった。
航空機関士の基本的な任務は、発動機、与圧装置、燃料系統、空調装置、油圧系統、電気系統等各システムの操作・監視、並びに燃料・重量計算、離陸速度・着陸速度の計算等である。
航空機関士はその他にも、操縦士がスラストレバーを操作した際に、エンジンの回転数などを確認した上で、個別にスラストレバーの微調整を行うことがあった。このため、航空機関士の乗務する航空機では、スラストレバーは航空機関士からも手が届くようになっており、航空機関士が操作するためのグリップも装備されていた。
しかし、機器の信頼性が向上したことやエンジン計器・乗員警告システムや電子式集中化航空機モニターの登場により、必要なときにだけ必要な情報の表示を行うことが出来るようになった。また、エンジンの出力調整やその他の各システムもコンピュータが自動的に制御を行うようになった。このため、航空機関士を必要とする航空機は減少し、近年は乗務している例は少ない。
航空機関士が乗務する現役の旅客機は、ボーイング337、ボーイング707、ボーイング727、ボーイング747（300型以前のモデル）、エアバスA300（-600を除く）、DC-8、DC-10、L-1011などがある。
軍用機では、航空機関士を要しない機体仕様であっても、長時間任務における操縦士の負荷軽減／緊急時の円滑な対応のため、あえて航空機関士（3人目の操縦士）を乗務させることがある。

## 日本の国家資格としての航空機関士
日本の航空法において、航空機関士（フライトエンジニア）とは、航空従事者国家資格のうちの1つ。国土交通省管轄。
航空機に乗り組んで、操縦装置を除く発動機及び機体の取扱を行うのに必要な資格である。

### 概要
ここで示す「操縦装置」とは具体的には、補助翼と昇降舵を操る操縦桿（操縦輪）、方向舵を操るフットペダル、エンジンの回転数や出力を制御するスロットルレバーである。空気吸入量や燃料投入量を調節するミクスチャーレバー（ガソリンエンジンにおけるチョーク弁）は含まれない。
よって、フラップの昇降や降着装置（車輪）の出し入れなどの操作は航空機関士でも行える。また、機長・副操縦士ともにゆとりが無い場合には通信を行うこともある。しかし、エンジンのスロットルに関しては上述のとおりか、または航空機関士席の制御盤からも可能であり、ここの区別はあいまいである。
飛行機、回転翼航空機（ヘリコプター）、飛行船、滑空機の種別であったが、現在の航空法では飛行機又は回転翼航空機のみである。
航空法第65条で「構造上、操縦者だけでは発動機及び機体の完全な取扱いができない航空機」には航空機関士を乗り組ませなければならないとしている。
国家試験は年2回実施される（実施は国土交通省）。試験には18歳以上で、なおかつ一定の飛行経歴（飛行時間）が必要になる。飛行経歴については航空従事者を参照のこと。
2009年（平成21年）7月31日、日本航空のボーイング747クラシックの引退をもって、日本の航空会社が運航する旅客機は、全て航空機関士の乗務が不要な機種に置き換えられ、日本では航空機関士という職種自体がなくなった。最後のフライトであったホノルル→東京便では、航空機関士が操縦室からマイクで最後の挨拶をし、その言葉に対して乗客が拍手を送る一幕もあった。その後の航空機関士は、航空機器取扱のスキルを活かして、別の部署に配属転換となった。

### 試験科目
- 飛行機、ヘリコプター、飛行船
  - 学科
    1. 航空力学並びに重心位置計算
    2. 機体知識
    3. 発動機知識
    4. 装備品知識
    5. 航法
    6. 航空気象
    7. 航空通信
    8. 航空法規

  - 実技
    1. 機体・発動機・装備品の取扱・検査
    2. 重量・重心位置計算
    3. 発動機制御及び燃料計算
    4. 故障の際の措置
- 滑空機
  - 学科
    1. 航空工学
    2. 航空気象
    3. 空中航法
    4. 航空通信
    5. 国内航空法規

  - 実技
    1. 装備品取扱・整備・検査
    2. 重心位置計算

## 自衛隊におけるフライトエンジニア
自衛隊の部内資格では機上整備員、またはFLIGHT ENGINEERの略でFEと呼ばれる。自衛隊機に搭乗し、エンジンの操作、緊急事態の処置をもってパイロットを補佐する。